# Vezzani
Vezzani település Franciaországban, Haute-Corse megyében. Lakosainak száma 269 fő (2022. január 1.). Vezzani Altiani, Pietroso, Aghione, Antisanti, Casevecchie, Ghisoni, Muracciole, Piedicorte-di-Gaggio és Rospigliani községekkel határos.

## Népesség
A település népessége az elmúlt években az alábbi módon változott:
| Lakosok száma | 451  | 412  | 336  | 306  | 318  | 296  | 265  | 266  | 268  | 269  |
|               | 1968 | 1982 | 1990 | 2006 | 2013 | 2015 | 2017 | 2019 | 2020 | 2022 |